# Zapfino
Zapfino es un tipo de letra caligráfico diseñada en la casa fundidora Linotype por el tipógrafo Hermann Zapf en 1998. Está basada en un alfabeto hecho por Zapf en el año de 1944. Como tipografía digital (más conocido como fuente), la Zapfino utiliza una amplia variedad de ligaduras y variaciones de caracteres (por ejemplo, la "d" minúscula tiene nueve variaciones).
Apple Computer incluyó una de las 6 variaciones de Zapfino en su sistema operativo Mac OS X, con el objetivo de demostrar el avance del sistema en el ámbito de la tipografía digital. Este tipo de letra incluye más de 1400 glifos.

## Historia
En 1983, Zapf completó la tipografía AMS Euler con Donald Knuth y David Siegel de la Universidad de Standford para la Sociedad Matemática Americana, una tipografía para composición matemática incluyendo caracteres Fraktur y Griegos. David Siegel había terminado recientemente sus estudios en Standford y estaba interesado en entrar al campo de la tipografía. Le contó a Zapf su idea de hacer una fuente con un gran número de variaciones en sus glifos, y quería empezar con un ejemplo de la caligrafía de Zapf que fue reproducido en una publicación de la Sociedad de Artes Tipográficas en Chicago.
Zapf estaba preocupado de que este fuera un camino incorrecto de proceder, y aunque estaba interesado en crear un programa complicado, le preocupaba empezar algo nuevo. Sin embargo, Zapf recordó una página de caligrafía de su libro de libro de esbozos de 1994, y consideró la posibilidad de crear una tipografía de él. Previamente había intentado crear una tipografía caligráfica para Stempel en 1948, pero la composición en metal caliente era demasiado limitante en la libertad de los caracteres con swash. Tal complaciente resultado podía ser alcanzado sólo usando tecnología digital moderna, y así Zapf y Siegel comenzaron el trabajo en el complicado software necesario. Siegel contrató a Gino Lee, un programador de Boston, Massachusetts, para ayudar en el trabajo del proyecto.
Desafortunadamente, justo antes de que el proyecto fuera terminado, Siegel le escribió una carta a Zapf, diciendo que su novia le había dejado, y que había perdido el interés en todo. Así Siegel abandonó el proyecto y empezó una nueva vida, trabajando para darle color a las computadoras Apple Macintosh, y luego convirtiedosé en un diseñador experto en Internet.
El desarrollo de Zapfino se había retrasado seriamente, hasta que Zapf encontró el valor de presentar su proyecto a Linotype. Ellos fueron preparados para terminarla y reorganizar el proyecto. Zapf trabajó con Linotype para crear cuatro alfabetos y varios ornamentos, detalles florales, y otros ideogramas. Zapfino fue lanzada en 1998.

## Disponibilidad
Versiones posteriores de Zapfino usando las tecnologías de Tipografía Avanzada de Apple y OpenType fueron capaces de hacer ligaduras y sustituciones de glifos automáticas (especialmente las contextuales en las que la naturaleza de las ligaduras y las sustituciones de glifos están determinada por otros glifos cercanos o hasta en otras palabras) que reflejan más exactamente la naturaleza fluida y dinámica de la caligrafía de Zapf.